# 웹 메시징
웹 메시징(Web Messaging) 또는 문서 간 메시징은 WHATWG HTML5 초안 사양에 도입된 API로, 문서가 웹 브라우저에서 렌더링되는 동안 다양한 출처 또는 소스 도메인에 걸쳐 서로 통신할 수 있도록 해준다. HTML5 이전에는 웹 브라우저에서 보안 공격으로부터 보호하기 위해 사이트 간 스크립팅을 허용하지 않았다. 이 관행은 적대적이지 않은 페이지 간의 통신도 금지하여 모든 종류의 문서 상호 작용을 어렵게 만들었다. 문서 간 메시징을 사용하면 기본적인 수준의 보안을 제공하면서 스크립트가 이러한 경계를 넘어 상호 작용할 수 있다.

## 같이 보기
- 사이트 간 스크립팅
- 사이트 간 요청 위조
- 동일-출처 정책
- 교차 출처 리소스 공유
- JSONP